# Vydavateľstvo Obzor
Vydavatelství Obzor, národní podnik (název od roku 1968; v letech 1965 až 1968 zněl název Obzor, vydavatelství knih a časopisů, n. p.) bylo významné slovenské vydavatelství knih, časopisů, novin a propagačních materiálů v Bratislavě existující v letech 1965 až 2005.

## Činnost
Vydavatelství kromě časopisů a novin vydávalo především encyklopedickou, populárně-naučnou, právní, osvětovo-politickou, umělecko-naučnou a regionální literaturu a publikace pro potřeby Svazu československo-sovětského přátelství (SČSP).
Kolem roku 1980 vydávalo asi 100 knižních titulů ročně (celkový náklad asi 1 milion exemplářů), 47 časopisů ze všech oblastí (asi 20 milionů výtisků ročně) a dva deníky.

### Knihy
V oblasti encyklopedické, populárně-naučné a osvětové literatury mělo vydavatelství následující edice:
- klasické oborové encyklopedie:
  - od roku 1967: Malé encyklopédie Vydavateľstva Obzor (např. Malá encyklopédia chémie, Malá encyklopédia fyziky, Malá encyklopédia biológie, Malá encyklopédia matematiky, Malá encyklopédia zdravia)
  - od roku 1983: Encyklopédie Vydavateľstva Obzor (např. Encyklopédia Zeme, Encyklopédia slovenských spisovateľov, Encyklopédia archeológie, Encyklopédia astronómie)
- vlastivědné encyklopedie: viz. níže pod „Populární monografie“
- populárně-naučné encyklopedie: Malá moderná encyklopédia (od roku 1958 – původně ve vydavatelství Osvěta – do roku 1991, např. Astronautika; Dejiny a kultúra starých Slovanov; Fantázia, alebo veda?; Jazyky sveta; Maliarstvo, sochárstvo, grafika; Moderná psychohygiena; Otázniky nad prírodnými zdrojmi; Pôvod kresťanstva; Súčasná česká literatúra; Vývin predstáv o vesmíre; Životodarný závoj zeme; Písma sveta)
- výchova a dějiny osvěty (ve spolupráci s Osvětovým ústavem a Výzkumným ústavem kultury): Encyklopédia osvetového pracovníka (od roku 1972 do roku 1989, např. Kapitoly z rétoriky : Úvod do teórie a praxe slovného prejavu; Dejiny osvety v Československu 1918–1975; Estetika a estetická výchova; Slovenské ochotnícke divadlo 1830–1980; Základy teórie výchovy dospelých; Didaktika dospelých)
- atlasy přírody apod.: Obrázky z prírody (např. Obrázková kvetena Slovenska [Rastliny lesov 1–2; Rastliny vôd, močiarov a lúk l–2, Rastliny pieskov a strání]; Motýle; Atlas vtákov; Atlas našich húb; Atlas chránených živočíchov na Slovensku; Farebný atlas rastlín)
- monografie o státech světa: Svet v kocke
- původní syntetická díla z oblasti vlastivědy, přírodních a společenských věd: Populárne monografie (např. Slovensko [části: Dejiny, Príroda, Ľud 1–2 a Kultúra l–2]; Slovenské národné povstanie; Stolice na Slovensku; Priekopníci vedy a techniky na Slovensku; Metodov boj)
- praktické ilustrované publikace pro rodinu: Rodina a spoločnosť (např. Dieťa a jeho svet; Meno pre naše dieťa; Každá žena môže byt pôvabná; Bývanie; Domov a domácnosť; Slávnostné príležitosti; Kvety, moja záľuba; Šijeme; Kultúra v každodennom živote; Rok s Evou; Medzinárodná kuchárka; Gazdinkám od A do Z; Víkend na chate, v chalupe, pod stanom; Mame chalupu)
- dějiny Slovenska (nedokončená edice): Ako to bolo (vyšla jen kniha Ich ohniská kryje zem – Ako to bolo na Slovensku v kamenej dobe)

Další významné syntetické knihy vydavatelství (zpočátku ještě pod hlavičkou vydavatelství Osvěta) jsou např. Dejiny slovenskej literatúry (vyšli v letech 1962, 1964 a 1984), Dejiny svetovej literatúry (1963), Súpis pamiatok na Slovensku (1967–1969). Pro SČSP vydávalo metodicko-studijní brožury pro pracovníky jeho poboček.
Právnická literatura vycházela v edicích Zákonníky (texty základních právních norem), Vysokoškolské učebnice (pro právníky), Právo a spoločnosť (vědecko-populární právnické texty). Kromě toho vycházeli komentáře k právním předpisům.
Regionální literatura o Bratislavě byla vydávána ve spolupráci s Národním výborem hlavního města SSR Bratislavy v edici Fontes (např. Dejiny Bratislavy; Ako sa Bratislava stala hlavným mestom Slovenska (dokumenty); Devín; Vajnory) a o Západoslovenském kraji v edici Náš kraj. Kromě toho Obzor vydával publikace pro různé organizace, závody, podniky, JZD, školy apod.
V oblasti kalendářů vydavatelství vydávalo každoročně Kultúrnopolitický kalendár (ročenka významných výročí s články, dokumentačním materiálem a fotografiemi o historických událostech a o osobnostech, které se dožívají významného jubilea) a Priateľ rodiny (kalendář jako lidové čtení).
Literatura faktu (t.j. umělecko-naučná literatura) vycházela v těcho edicích:
- hraniční vědy a moderní vědy (od roku 1967): Periskop (např. Záhady na zajtrajšok, Otázniky nad hrobmi, Čo rozprávali evanjelisti)
- životopisy (od zač. 70. let): Postavy a osudy
- cestopisy: Svetom (např. Amerika – zem Indiánov, Od Himalájí po Cejlón, Neznámou Mikronéziou, Tak chutí svet, Putovanie za lovcami lebiek, Lev nie je kráľom zvierat, Dva roky v Indii, Noc na Aconcague, Talianske prázdniny)
- protiválečná díla (ve spolupráci se Slovenským svazem protifašistických bojovníků): Dukla (např. Z Buzuluku do Prahy; Salvy pod končiarmi; Na brehoch Vltavy; Človek, ktorý otriasol treťou ríšou; Na juhozápadnom smere 1–2)

Literatura faktu vycházela občas i bez zařazení do edicí. Takto například vycházela díla Bohovia, hroby, učenci; Jasnejšie ako tisíce sĺnc; Keď slnko bolo bohom; Kráľovstvo zlatých sĺz; Čo rozprávali proroci; Sám proti šialenstvu a Mužský hormón.
Beletrie vycházela (ve spolupráci se SČSP) pouze v edici Jantár – šlo o díla sovětských autorů.

### Tisk
Obzor vydával deníky Ľud a Sloboda. Z časopisů vydával tyto (v tomto pořadí):
- encyklopedický časopis: Pyramída
- populární časopisy: Svet socializmu, Výber, Zdravie, Populár, Príroda a spoločnosť, Lišiak, Horizont, Film a divadlo, Eva
- odbornější časopisy: Biochémia clinica bohemoslovaca, Lekársky obzor, Osveta, Farmaceutický obzor, Naše liečivé rastliny, KOZMOS, Otázky žurnalistiky, Poľovníctvo a rybárstvo, Rehabilitácia, Ropa a uhlie
- maďarské časopisy: Hét, Népegészég, Népmüvelés, Szovjetbarát, Természet és társadalom, Tüzoltó

## Historie
Roku 1959 byla část Vydavatelství Osvěta přesídlena z Martina do Bratislavy a převzala tam i činnost Slovenského vydavatelství politické literatury. V roce 1965 byla část tohoto vydavatelství přejmenována na Obzor, vydavateľstvo kníh a časopisov, a roku 1968 na Vydavateľstvo Obzor, národný podnik. 30. 11. 2005 bylo vydavatelství na základě usnesení Krajského soudu v Bratislavě v platnosti od 20. 11. 2000 odstraněno z obchodního rejstříku.